# Інтелект орангутанів
Орангутани — близькі родичі людини. 97 % ДНК орангутана збігається з людським, вони здатні дожити до 60 років і вага і обсяг мозку орангутанів приблизно такий же, як у шимпанзе. Вони в 2-4 рази більше далекі родичі людей, ніж шимпанзе. Незважаючи на це, багато дослідників вважають, що орангутани навіть розумніші, ніж шимпанзе.

## Самосвідомість
Орангутан Чантек демонструє самосвідомість, доглядаючи за собою в дзеркалі і за допомогою знаків подумки планує і обманює. Як і багато інших орангутани, які демонструють навички вирішення проблем, Чантек показує певне інтуїтивне мислення і характерні риси порівнянні з раціональним використанням в людській інженерії. Його інтелектуальні і мовні здібності відзначають деякі вчені, в тому числі Майлз і Світанок Принц-Хьюз, вони вважають його володіє особистістю.

## Мова

### В природі
В ході еволюції у орангутанів виробився багатий жестовий словник, який не сильно відрізняється від однієї групи до іншої і може претендувати на "міжнародну мову спілкування" орангутанів. Такий висновок британських учених з університету Сент-Ендрюса (University of St. Andrews).
Орангутани можуть розгадувати шаради і розуміють цінність грошей. Однак серед приматів вони відомі найменш розвинутими вокальними здібностями, тобто порівняно бідними звуковими сигналами. Але це не заважає великим мавпам інтенсивно спілкуватися один з одним.
Щоб розібратися в деталях, вчені з Шотландії провели дев'ять місяців спостережень в трьох європейських зоопарках. Біологи виявили у орангутанів (досліджувалися 28 особин) 64 різних жесту, причому 40 з них повторювалися досить часто, щоб можна було точно дізнатися їх значення, однаково розуміється практично всіма піддослідними тваринами.
Дослідники склали перший мавпячий словник. У ньому є такі жести, як сальто, розворот назад, укус повітря, сіпання за волосся, розміщення об'єктів на голові ( "я хочу пограти", - це ледь не найпоширеніше висловлювання в мові орангутанів). А щоб показати, що потрібно йти за нею, мавпа обійме візаві і легко потягне в сторону.
Вчені стверджують, що одні й ті ж жести використовуються орангутанами, що живуть в зоопарках і за межами Європи, де пройшла основна частина дослідження, зокрема - в США і, наприклад, в Сінгапурі.
Найдивовижніше, що деякі жести схожі з жестами людей. Так, щоб подати сигнал "стоп", орангутан злегка натискає на руку "співрозмовника", що робить, на думку першої мавпи, щось неправильно. Точно так же нерідко надходять не вміють говорити діти. А це натяк на дуже давнє коріння людських жестів і, ширше, - мови. (І до речі, у бонобо недавно був відкритий людський жест заперечення.)
Вчені кажуть, що мавпи досить наполегливо повторюють жест, якщо їх візаві не відповідає на нього певним дією, тобто явно говорять мовою тіла вкладають в свою навмисне повідомлення цілком певний сенс. У поєднанні з високою частотою використання це говорить про формування свого роду мови.

### В неволі
Орангутан Чантек знає кілька сотень знаків жестів і розуміє розмовну англійську і американську жестову мову.
Як і діти, Чантек вважає за краще використовувати імена, а не займенника - навіть коли розмовляє з людиною. Він навіть винаходить свої власні знаки (наприклад, очей-пити для краплею в очі). Він розвинув здібності вже більшості людських дітей і демонструє об'єкти просто як роблять це люди. Чантек використовує прикметники для вказівки атрибутів, такі як "червоний птах", "білий сир", ще він узагальнює більш цікавими способами. Наприклад, він використовує знак "Lyn" для всіх вихователів, але не для сторонніх.

## Гроші
Майлс давав Чантеку завдання і давав за них гроші, в якості яких використовувалися фішки для покеру. Чантек особливо любив купувати поїздки на автомобілі. Коли їх запаси стали підходити до кінця, Чантек ламав фішки навпіл і намагався видати їх за повноцінні. Тоді йому дали інші гроші-металеві шайби. Чантек почав збирати шматочки алюмінієвої фольги і згортати їх у колечка, імітуючи даний платіжний засіб.

## Використання інструментів в неволі

### Комп'ютерні ігри
Два суматранских орангутана, що живуть в зоопарку Атланти, навчилися грати в комп'ютерні ігри. Як передає AP, чотирирічний Бернас (Bernas) і його мати Маду (Madu) звертаються з сенсорною панеллю за допомогою пальців і губ. Експеримент проводиться з метою вивчення пізнавальних здібностей приматів.
Панель, якою користуються орангутани, вбудована в дерево. Відвідувачі можуть спостерігати гру на спеціальному екрані. На думку співробітниці зоопарку Тари Стоінскі (Tara Stoinski), ці спостереження допоможуть людям зрозуміти, наскільки примати розумні і кмітливі.

## Будівлі орангутанів

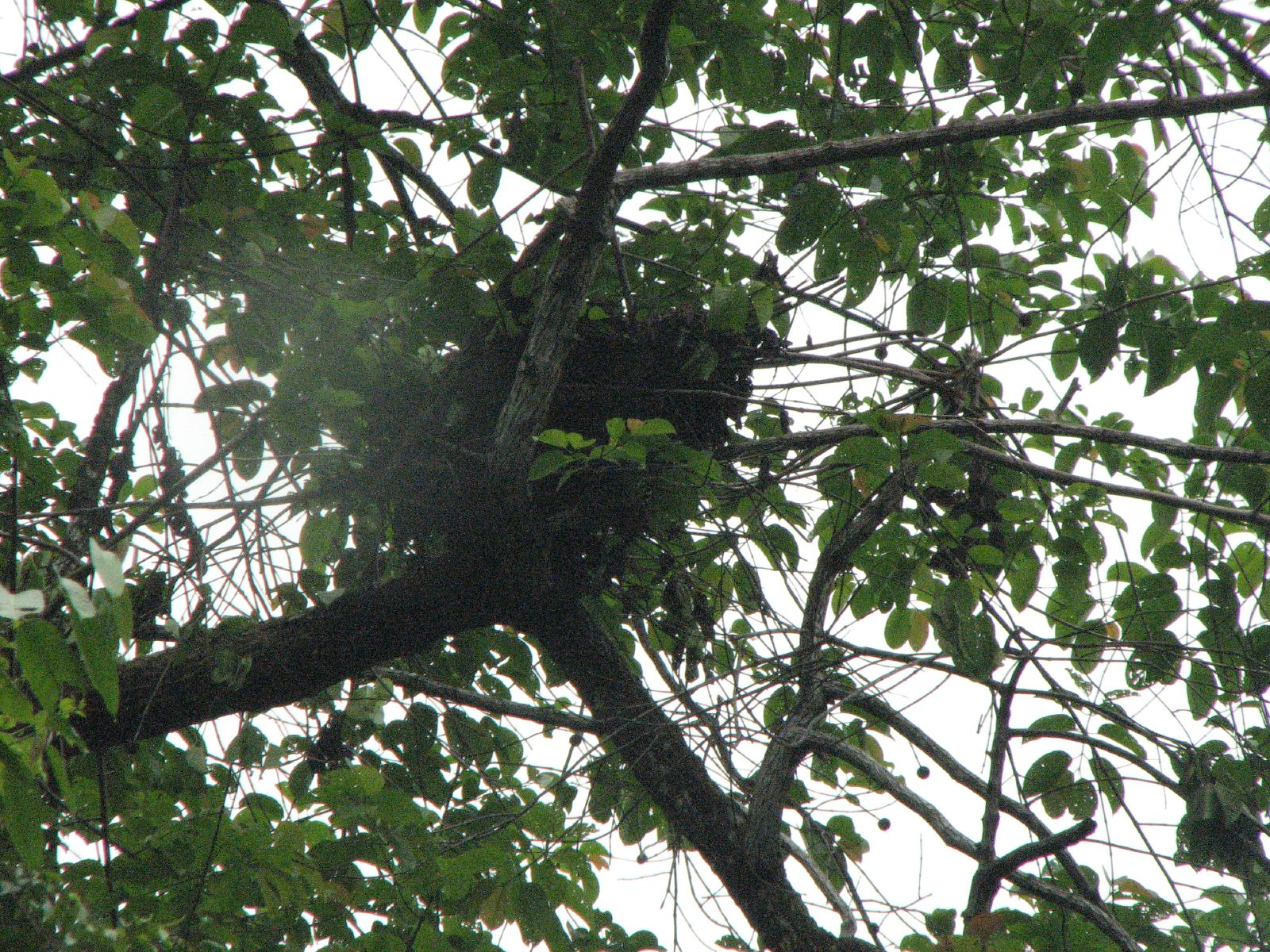
Гніздо орангутана Сабахе, Борнео.

Орангутани будують денні та нічні гнізда. Вони ретельно побудовані, молоді орангутани впізнають будівлю гнізда з спостереження як будують гнізда їхні батьки. Будова гнізд є однією з головних причин у молодих орангутанів залишити їх мати в перший раз. Від 1 року шести місяців, орангутани на практиці будують гнізда і отримують знання як будувати гнізда вже в три роки.
Нічні гнізда будують, виконавши послідовність кроків. Спочатку знаходиться відповідне дерево, орангутани вибирають місце, хоча багато порід дерев використовуються. Потім з'єднують і зав'язують кілька гілок в одній точці. Після того як підстава була побудована, орангутани згинають менші, вкриті листям гілки для фундаменту, це служить як "матрац". Після цього орангутани вплітають кінці гілок в матрац. Це підвищує стійкість гнізда.
Крім того, орангутани можуть додавати додаткові функції, такі як "подушки", "ковдри", "даху" і "двоярусні ліжка" до свого гнізда. Орангутани можуть зробити "подушку" зв'язуванням разом покритих листям гілок з листям в центрі і гілки пагонів звертають назовні. Вони кусають гілки щоб притупити гострі кінці. Подушки додають в нічні гнізда, але, як правило, відсутні в денних гніздах. "Ковдра" складається з великих покритих листям гілок, якими орангутан закриває себе після лежання. Орангутани можуть створити накладної водонепроникний навіс для гнізда сплетінням разом вільно обраних гілок. Вони також можуть зробити "двох'ярусне гніздо" або "двоярусну ліжко", в декількох метрах над головним гніздом.

## Знаряддя праці орангутанів
Всі описані нижче знаряддя праці використовувалися і будувалися орангутанами без втручання людей, так як горили в квартирах, лабораторіях і за допомогою дресирування горили можуть використовувати будь-які знаряддя праці, як і люди.

### Ловля термітів
Суматранські орангутани спостерігалися за виготовленням і використанням знарядь праці. Вони розірвали гілку дерева, яка становить близько 30 см завдовжки, обірвали гілки, протерли один кінець, а потім копалися палицею в дуплах дерев для лову термітів.

### Рибальство
Орангутани, які живуть на Калімантані ловили рибу вздовж берега і зловили сома з невеликих ставків для свіжої їжі. Протягом двох років, антрополог Енн Руссон бачив кілька тварин на цих лісових островах, які вчили своїх власних, щоб полювали на сома з палицями, так щоб видобуток вивалилася зі ставка і виявилася у орангутана в руках. Незважаючи на те, що орангутани зазвичай тільки ловлять, Руссон спостерігав пару орангутанів за ловом сома палицями. На острові Борнео в Кая, орангутана спостерігали з використанням палиці як списи або кийки для риби. Цей орангутан бачив риболовлю людей зі списами. Хоча це не вдалося, пізніше він був в стані імпровізувати, використовуючи палицю, щоб зловити рибу вже в пастці ліній місцевих жителів рибалка.

### Збір меду
Орангутани на Суматрі використовували палицю, щоб проткнути стіну гнізда бджіл, пересунути її навколо і зібрати мед.

### Обробка фруктів і насіння
Орангутани на Суматрі використовують палиці щоб дістати насіння з плодів. Коли плід дерева Neesia дозріває, його тверда, ребриста лушпиння пом'якшується, поки він не падає відкритим. Усередині знаходяться насіння, які їдять орангутани, але вони оточені волокном, як волоски, які є болючими, якщо їх їсти. Орангутани харчуються Neesia виберірают 12 см палицю, здирають кору, а потім ретельно збирають волосся з ним. Коли плід абсолютно безпечний, мавпа з'їдає насіння за допомогою палиці або пальців.

### Маніпуляція звуком
Орангутани роблять сигнал тривоги відомий як "поцілунок пищати", коли вони стикаються з хижаком, таким як змія або людина. Іноді, орангутани зривають листя з гілки і тримають їх на очах біля свого рота, коли роблять звук. Було виявлено, що це знижує максимальну частоту звуку, тобто робить його глибше, і, крім того, невеликі орангутани частіше використовують листя. Було висловлено припущення, що вони використовують листя, щоб здаватися більше, ніж вони насправді, перший випадок використання інструментів тваринами для маніпуляції звуком.

### Самолікування
В 2022 році вчені-приматологи з Інституту Макса Планка, вперше, зафіксували факт, коли орангутан прикладав до рани на своєму обличчі лікарську рослину. Про таку невідому раніше поведінку орангутана йдеться у дослідженні, опублікованому в науковому виданні Scientific Reports. Йшлося про те, що 30-річний самець суматранського орангутана на ім’я Ракус кілька разів збирав на пальці сік зжованого листя в'юнкої рослини Акара Кунінга (Fibraurea tinctoria) та понад пів години наносив рідину на відкриту рану на своєму обличчі. Оскільки орангутан не намазував цією речовиною жодних інших частин свого тіла, науковці вважають, що тварина навмисно лікувала свою рану, яка протягом трьох тижнів повністю зажила, залишився ледве помітний шрам.

## Культура

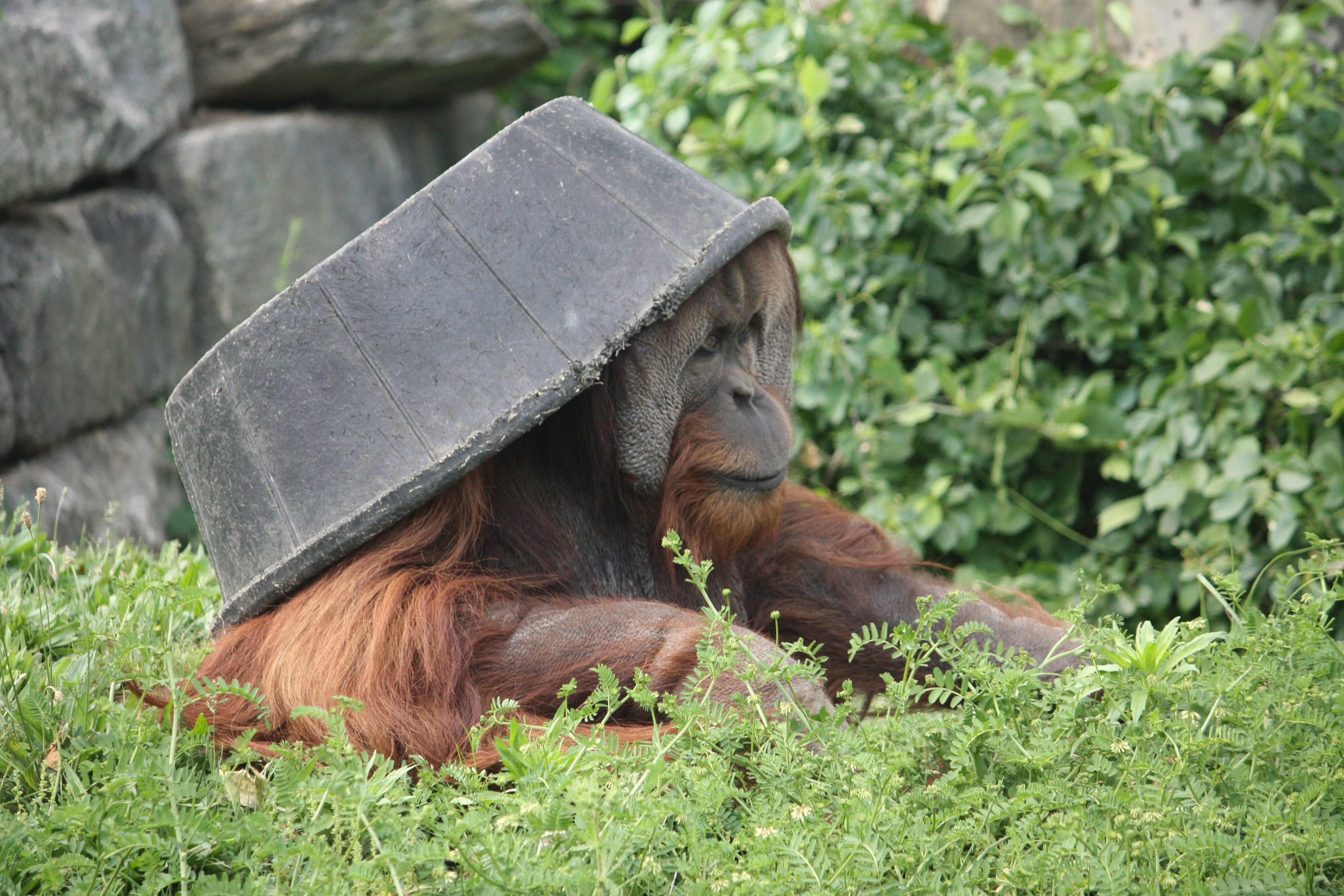
Орангутани в неволі можуть використовувати об'єкти в творчих цілях.

У 2003 році дослідники з шести різних польових ділянок орангутанів, які використовували ті ж поведінкові схеми порівняли поведінку тварин від різних популяцій. Вони виявили, що різні популяції орангутанів вели себе по-різному. Докази того, що відмінності були культурно: по-перше, ступінь відмінностей збільшується з відстанню, припускаючи, що культурна дифузія відбувалася, і, по-друге, розмір культурного репертуару орангутанів збільшився відповідно до кількості соціальних контактів усередині групи. Соціальний контакт полегшує культурну передачу.

## Порятунок інших тварин
У британському зоопарку орангутан зауважив в басейні крихітного потопаючого пташеня і зумів врятувати його. Спочатку він простягнув пташеняті листочок, щоб той за нього вчепився. Однак повисівши секунду на листочку, пташеня знову звалився в воду. В останній момент орангутану вдалося виловити пташеня з басейну, використовуючи лист в якості совка. Після цього орангутан відніс пташеня в центр вольєри, посадив на траву і став ніжно його гладити.

## Виготовлення інструментів в неволі
Чантек робить і використовує інструменти, малює картини, робить намиста, дрібне ручне виробництво.

## Втечі з зоопарків
В день смерті Кена Аллена у 2000 році газета Сан-Дієго Union-Tribune розмістила на своїх сторінках некролог зі словами: "Улюблений для всіх 29-річний примат був справжнім генієм втеч". Народжений в 1971 році Кен почав тікати, як тільки йому виповнилося дев'ять років. Самі службовці зоопарку говорили, що Кена, схоже, анітрохи не засмучувало те, що його раз по раз повертали в зоопарк. Навпаки, він розцінював це як виклик і насолоджувався пошуками нових варіантів порятунку. 
Під час його втеч, вперше 13 червня 1985 року, ще раз 29 липня 1985 року, потім 13 серпня 1985 року, Кен Аллен мирно прогулювався по зоопарку, розглядаючи інших тварин, він ніколи не бігав або вів себе агресивно відносно служителів зоопарку або інших тварин. Служителі зоопарку спочатку були загнані в кут тим, як Кену вдалося втекти. Вони почали спостереження за ним, щоб спробувати зловити його на місці злочину, тільки щоб дізнатися як він втікає, але Кен Аллен, здавалося, знав, що за ним стежать саме для цієї мети. Це змусило служителів зоопарку йти на хитрість, видавати себе за туристів, щоб дізнатися маршрут втечі Кен Аллена, але Кен Ален не був обманутий. Більш того, інші орангутани зробили ватажком Кен Аллена і почали втікати з вольєра. Директор зоопарку врешті решт найняв досвідчених фахівців, щоб знайти кожного орангутана, піймання приматів обійшлася в $ 40 000.
Здатність Кена обводити навколо пальця працівників зоопарку, а також його слухняна поведінка під час його втеч, привели до слави. У нього був свій фан-клуб і він був предметом ілюстрацій на футболки і наклейки на бампер. Про нього була написана пісня "Балада про Кена Аллена".
Кен Аллен захворів на рак і був убитий евтаназією в грудні 2000 року. Йому було 29 років.